# Principato di al-Ṣaghāniyān
Il Principato di al-Ṣaghāniyān (in persiano چغانيان‎, Chaghāniyān; in arabo ﺻﻐﺎﻧﻴﺎﻥ‎?), fu una dinastia iranica della Transoxiana, che governò la regione del Chaghaniyan dai primi del VII secolo agli ultimi dell'VIII. I governanti della regione erano noti col loro titolo di "Chaghān Khudhāh" (o "Chaghān Khudā", "Chaghān Khodā" o "Ṣaghān Khudhāh", che significa "Signore di Chaghāniyān”).

## Storia

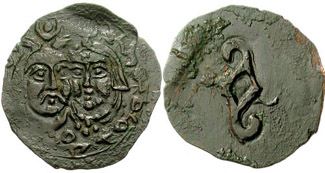
Moneta di un Chaghan Khudah o di un governante eftalita, incisa in Sogdiano.

Ai primi del VII secolo, il Chaghāniyān divenne indipendente dal dominio eftalita e cadde sotto il controllo dei forze indigene, note come “Chaghān Khudhāh”. Nel corso della conquista islamica della Persia, il Chaghān Khudhāh sostenne i loro connazionali Sasanidi nella loro lotta contro gli Arabi musulmani. Tuttavia essi, dopo aver sconfitto e spazzato via l'Impero sasanide, cominciarono a rivolgere le proprie attenzioni di conquistatori sui governanti indigeni del Khorasan, compreso il Principato dei Chaghān Khudhāh e quelli di altre realtà istituzionali locali.
Nel 652, il Chaghān Khudhāh, assieme ai governanti del Talaqan, Guzgan e Faryab, aiutò il governo del Ṭokhāristān meridionale contro gli Arabi. Ciò nonostante gli Arabi emersero vincitori dai confronti militari, prima però che il Califfato dei Rashidun piombasse in un'aspra e lacerante guerra civile che portò all'instaurazione di una dinastia califfale nelle mani del clan degli Omayyadi dei Banu 'Abd Shams dei Quraysh di Mecca.

Ai primi anni del nuovo califfato, il Chaghān Khudhāh, noto come Turantash, spedì un suo inviato nella persona del suo cancelliere Pukarzate a Varkhuman, il sovrano sogdiano di Samarcanda.
Nel 705, il generale arabo Qutayba ibn Muslim tentò di assoggettare il Chaghān Khudhāh, il cui nome è ricordato come Tish, all'autorità omayyade. La vera ragione per la sottomissione di Tish fu tuttavia quella di ottenere l'appoggio necessario a sconfiggere i governanti rivali locali di Akharun e Shuman nel Ṭokhāristān settentrionale, che avevano effettuato incursioni nei suoi territori. Qutayba sconfisse in breve tempo i due signori khorasanici e li obbligò a piegarsi all'autorità omayyade.
Nel 718 tuttavia, Tish, con Gurak, il re di Samarcanda, con Narayana, re di Kumadh e Tughshada, il Bukhar Khudhāh di Bukhara, inviò un'ambasceria alla dinastia Tang della Cina, chiedendo aiuti contro gli Arabi. Nondimeno il Principato di Chaghaniyan aiutò gli Arabi contro i Turgesh e fu presente a fianco dei musulmani Arabi durante la battaglia del Bagaglio, in cui furono sconfitti e lo stesso Chaghān Khudhāh trovò la morte.
 
Dopo la battaglia, gran parte del Khorasan, con l'eccezione di Chaghaniyan, restò sotto controllo islamico.
Dopo questi eventi, il nome dei Chaghān Khudhāh comincia a comparire assai meno frequentemente nelle cronache storiche e alla fine dell'VIII secolo Chaghaniyan cadde sotto il diretto controllo degli Abbasidi, che erano succeduti agli Omayyadi nel 750. 

I Muhtajidi, una dinastia iranica che assunse il controllo di Chaghaniyan nel X secolo potrebbero essere stati discendenti dei Chaghān Khudhāh.